# Aranguren
Aranguren là một đô thị trong tỉnh và cộng đồng tự trị Navarre, Tây Ban Nha. Đô thị này có diện tích là 40,54 ki-lô-mét vuông, dân số là 6483 người (2007).
Đô thị nằm ở độ cao m trên 442 mực nước biển, cách tỉnh lỵ 3 km.

## Biến động dân số
| Biến động dân số                                          | Biến động dân số | Biến động dân số | Biến động dân số | Biến động dân số | Biến động dân số | Biến động dân số | Biến động dân số | Biến động dân số | Biến động dân số | Biến động dân số |
| 1996                                                      | 1998             | 1999             | 2000             | 2001             | 2002             | 2003             | 2004             | 2005             | 2006             | 2007             |
| --------------------------------------------------------- | ---------------- | ---------------- | ---------------- | ---------------- | ---------------- | ---------------- | ---------------- | ---------------- | ---------------- | ---------------- |
| 2 786                                                     | 3 241            | 3 485            | 3 746            | 3 943            | 4 244            | 4 665            | 5 263            | 5 762            | 6 133            | 6 483            |
| Sources: Aranguren et instituto de estadística de navarra |                  |                  |                  |                  |                  |                  |                  |                  |                  |                  |